# Lazar Krstić

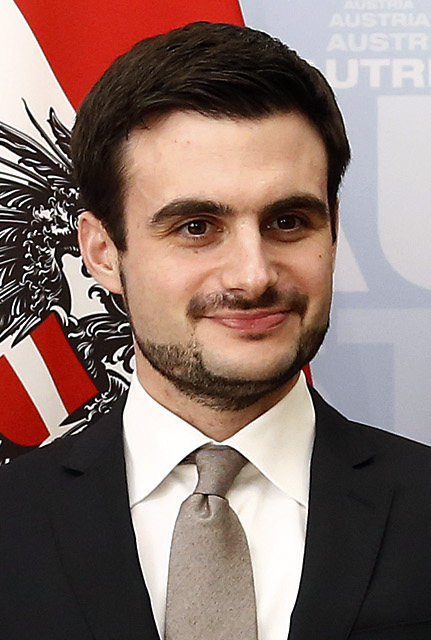
Lazar Krstić im Juni 2014

Lazar Krstić (* 1984 in Niš) ist ein serbischer Mathematiker und Wirtschafts- und Finanzberater. Er war vom 2. September 2013 bis zum 12. Juli 2014 Finanzminister des Landes.

## Leben
Krstić wuchs als Einzelkind in einfachen Verhältnissen auf und besuchte in seiner Heimatstadt das Gymnasium „Bora Stanković“. Bereits in jungen Jahren galt er als außerordentlich begabt in Mathematik gewann zahlreiche regionale sowie nationale Wettbewerbe. Im Jahr 2000 wurde er in Mensa, den Verein für Hochbegabte, aufgenommen. 2001 nahm er am von der US-amerikanischen Bundesregierung finanzierten „Serbian Youth Leadership Program“ teil und zog in die Vereinigten Staaten, um mit dem dortigen Bildungssystem vertraut zu werden. Für zwei Jahre lebte er in Ohio und Washington, D.C., ehe er im Rahmen eines Begabtenprogramms  in der Folge ab 2003 an der Yale University Mathematik, Ökonomie, Politik und Ethik studierte. Während dieser Zeit trat er der akademische Gemeinschaft Phi Beta Kappa bei und gewann er erneut Preise in Mathematik sowie für Forschungen zum ökonomischen Wandel in Mittel- und Osteuropa. 2007 konnte er das Studium als Jahrgangsbester mit magna cum laude abschließen. 
Seine berufliche Karriere begann er anschließend bei der Unternehmens- und Strategieberatung McKinsey & Company. Gleich einer seiner ersten Aufträge – noch als Praktikant mit einem kleinen Team – war mit 23 Jahren die Beratung der serbischen Regierung im Zuge der damals gerade einsetzenden Finanzkrise. Seine Vorschläge wurden jedoch nicht weiter verfolgt. Später war Krstić für seinen Arbeitgeber weiterhin vorwiegend in Europa unterwegs, wo er unter anderem Ölfirmen und Banken beriet. Während dieser Zeit lebte er in einer Wohngemeinschaft in New York City. Laut eigener Aussage hatte er ursprünglich geplant, nach einigen Jahren bei McKinsey in den USA zu promovieren und möglicherweise eine akademische Karriere in den Bereichen theoretische Mathematik oder Politik anzustreben.
Im Sommer 2013 erhielt er jedoch einen Anruf des stellvertretenden serbischen Ministerpräsidenten Aleksandar Vučić, der ihn nach Ideen zur Lösung der serbischen Finanzkrise fragte. Am Ende des Gesprächs fragte er Krstić, ob er sich Übernahme des Finanzministerpostens zutraue. Nach kurzer Bedenkzeit und Rücksprache mit Freunden und seiner Familie sagte dieser am 26. August zu. Am 2. September 2013 wurde er als Nachfolger von Mlađan Dinkić – dessen Partei nach Querelen aus der Regierungskoalition ausgeschlossen worden war – im Kabinett von Ministerpräsident Ivica Dačić vereidigt. Nachdem von ihm ausgearbeitete, umfangreiche Haushaltseinsparungen zur Belebung der Wirtschaft nicht parlamentarisch verabschiedet wurden, erklärte er am 12. Juli 2014 im Rahmen einer Pressekonferenz seinen Rücktritt.
Krstić spricht neben Serbisch auch Englisch, Französisch und Deutsch.